# نصرالله درفشی
نصرالله درفشی (زاده ۱ اسفند ۱۳۶۸) بازیکن فوتبال اهل ایران است.
وی سابقه عضویت در تیم‌های نفت و گاز گچساران، فولاد نوین، نفت امیدیه، مس رفسنجان، پارس جنوبی جم، خوشه طلایی و استقلال خوزستان را در کارنامه دارد.
درفشی در فصل ۱۳۹۶–۱۳۹۷ با به ثمر رساندن ۱۸ گل بهترین گلزن لیگ دسته دوم فوتبال ایران شد.